# ATLAS (experiência)

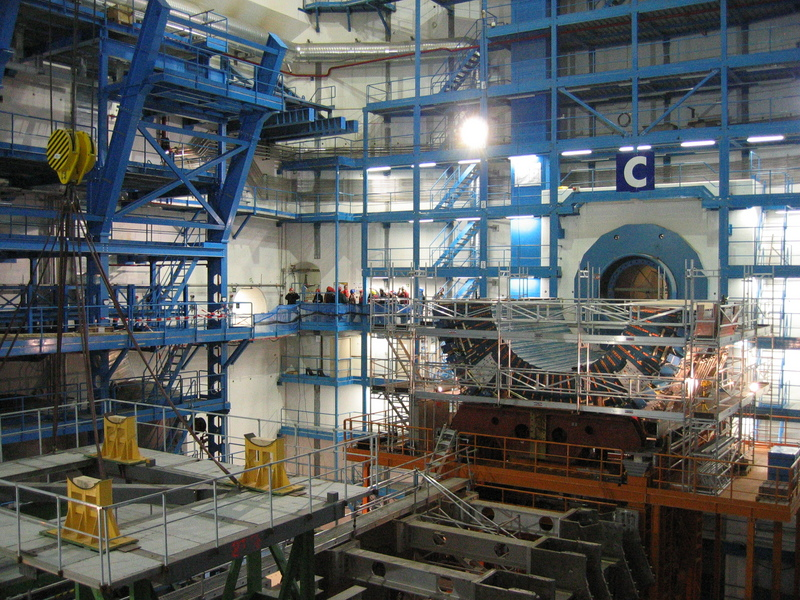
Caverna de ATLAS a 16 Outubro 2004, dia das Portas Abertas nos 50 anos do CERN

ATLAS - sigla inglesa de A Toroidal LHC ApparatuS (Dispositivo Instrumental Toroidal para o LHC) é um detector que utiliza um eletroíman toroidal onde o campo magnético fecha-se sobre si-mesmo no ar, e é uma das 6 experiências do LHC do CERN conjuntamente com ALICE, CMS, LHCb, LHCf e TOTEM.
O ATLAS  é um detector de partículas semelhante ao CMS, mas de maiores dimensões e de concepção diferente. Tem por finalidade detectar o bosão de Higgs, partículas supersimétricas (SUSY) que são preditas pela teoria mas ainda não foram detectadas experimentalmente.
A construção de ATLAS é o resultado de uma colaboração de 172 institutos provenientes de 37 países para um total de mais de 2 500 cientistas. Em 2016, após os pesquisadores do ATLAS e CMS  relataram uma colisão inesperada em seus dados insinuando uma nova partícula, os físicos entraram em um estado júbilo.

## Características
- Dimensões: 46 m de comprimento, 25 m de largura e de altura.
- Peso: 7 000 toneladas

## O complexo do CERN
A composição do CAC, sigla em inglês de CERN Acelarators Complex.

## Resultados
Em 2018, o experimento ATLAS mede o acoplamento do bóson de Higgs ao quark top no canal difóton (uma partícula de ressonância formada a partir de dois fótons idênticos) com o conjunto completo de dados na segunda operação. A seção transversal ttH vezes a fração ramificada de Higgs-difóton (a probabilidade de um bóson de Higgs decair em um par de fótons) foi medida como sendo de 1,58 ± 0,39 fb. Sua relação com a previsão do Modelo Padrão é de 1,38 ± 0,41, de acordo com a unidade.